# 未成年 (the GazettEの曲)
「未成年」（みせいねん）は、日本のバンド、the GazettEの6枚目のシングルである。2004年7月28日発売。発売元はPS COMPANY。

## 概要
- 「ザクロ型の憂鬱」「舐 〜zetsu〜」と3枚同時発売。
- 2004年7月28日にキングレコードより「大日本異端芸者的脳味噌中吊り絶頂絶景音源集。」としてまとめられた。

## 収録曲
1. 未成年[4:27]
作詞：流鬼／作曲・編曲：大日本異端芸者の皆様